# Dacite

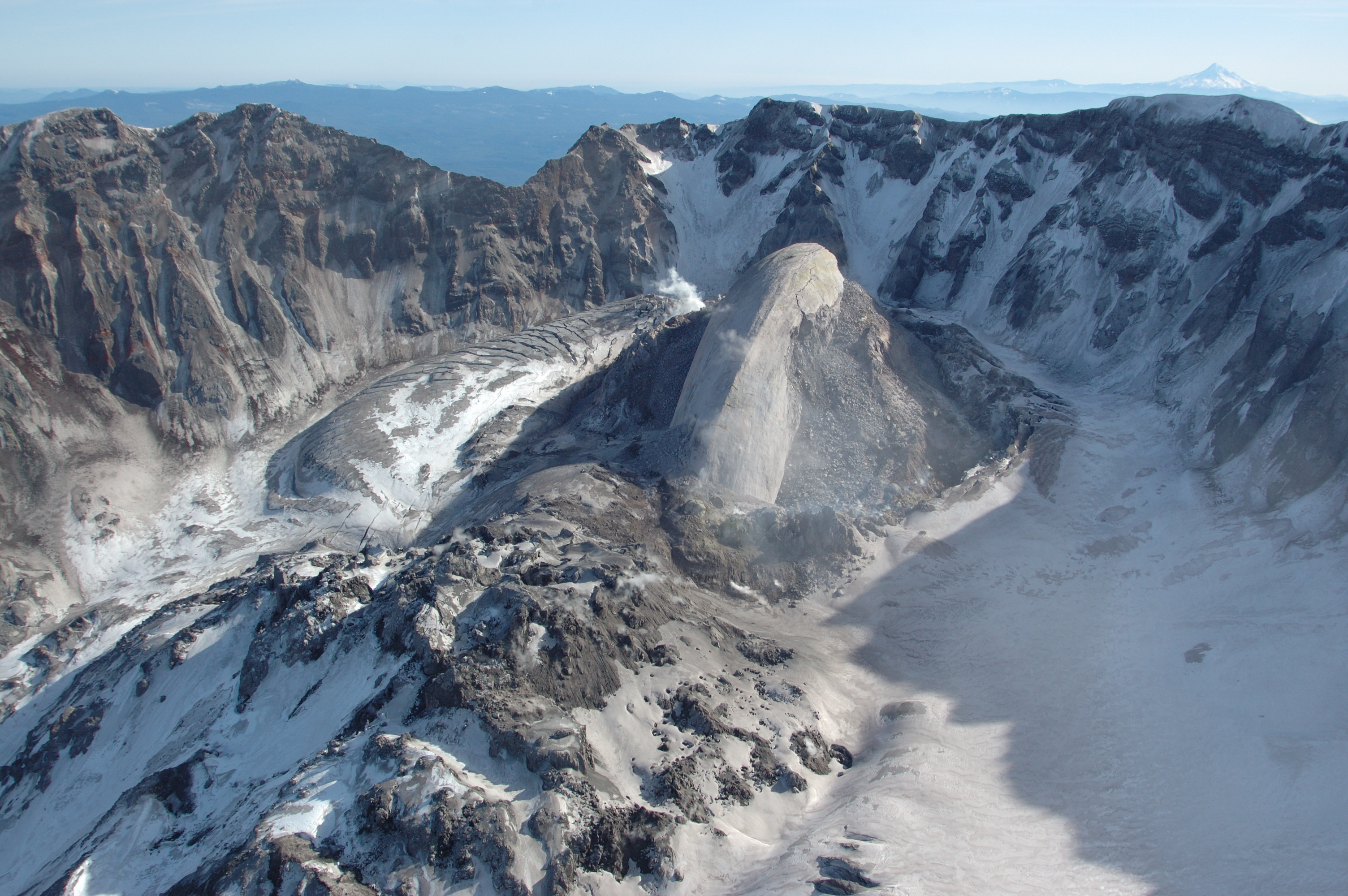
Le dôme du volcan Saint Helens est constitué de dacite.

La dacite est une roche magmatique volcanique microlitique composée de quartz, de plagioclase, de verre et de minéraux ferromagnésiens : biotite, hornblende ou pyroxène.
Le nom dacite vient de la Dacie, ancien nom de la Transylvanie en Roumanie, où la roche fut pour la première fois décrite.
Les roches plutoniques correspondantes sont les granodiorites.

## Gisement
On trouve la dacite en petites coulées de lave, ou sous forme de dômes (la viscosité du magma, liée à sa richesse en silice, empêchant souvent la formation de véritables coulées).